# Håkan Malmrot
Håkan Malmrot (ur. 29 listopada 1900 w Örebro, zm. 10 stycznia 1987 w Karlskronie) – szwedzki pływak. Dwukrotny złoty medalista olimpijski z Antwerpii.
Specjalizował się w stylu klasycznym. Zawody w 1920 były jego jedynymi igrzyskami olimpijskimi. Triumfował na dystansie 200 i 400 metrów żabką. Drugie miejsce w obu wyścigach zajął jego rodak Thor Henning.
W 1980 został przyjęty do International Swimming Hall of Fame.